# Regulator–Moderator War

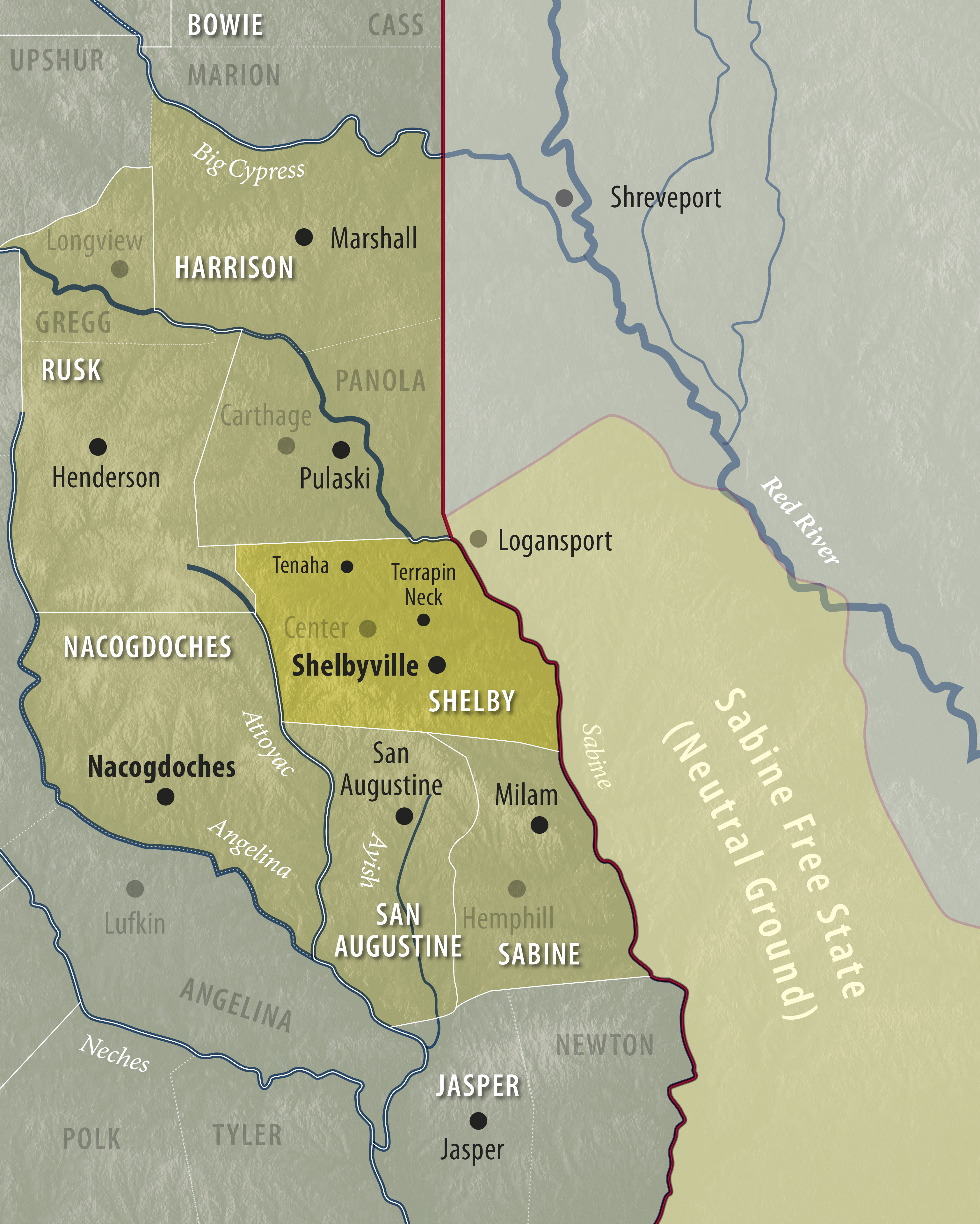
Regulator–Moderator War in Osttexas, 1839–1844

Der Regulator–Moderator War (ins Deutsche übersetzt: Regulatoren–Moderatoren-Krieg) war eine bewaffnete Auseinandersetzung zwischen zwei gegnerischen Vigilanten-Gruppen in Osttexas zur Zeit der Texanischen Republik. Der Konflikt zwischen den beiden Gruppen begann 1839, dauerte bis 1844 an, zog auf seinem Höhepunkt neben dem Konfliktzentrum Shelby County ein halbes Dutzend weiterer Countys in Mitleidenschaft und wurde durch das Eingreifen der Staatsmiliz schließlich zwangsweise beigelegt. Im Verlauf der Auseinandersetzungen kamen mehrere Dutzend Personen gewaltsam ums Leben. Heutigen Einschätzungen zufolge gilt der Regulator–Moderator War als die blutigste Auseinandersetzung mit Vigilanz-Hintergrund, welche auf texanischem Gebiet stattgefunden hat.

## Konfliktverlauf

### Vorgeschichte und Ursachen
Im Verlauf der 1830er-Jahre verstärkte sich auch in den – bislang dünn besiedelten – Gebieten nördlich der traditionellen osttexanischen Ansiedlungszentren rund um Nacogdoches und den Ayish Bayou der Zuzug angelsächsischer Kolonisten. Speziell der Osten der erst spanischen, später dann mexikanischen Provinz Texas war bereits vor dem Ausbruch des Texanischen Unabhängigkeitskriegs der Schauplatz unterschiedlicher bewaffneter Auseinandersetzungen (siehe hierzu Fredonian Rebellion und Schlacht von Nacogdoches). Ein Faktor, welche diese wesentlich mit verschärfte, war die unmittelbare Nachbarschaft zu dem – auch unter der Bezeichnung Sabine Free State bekannte – Neutral Ground: ein das westliche Louisiana umfassender Landstreifen, welcher nach dem Louisiana Purchase eingerichtet worden war und als Pufferzone zwischen den USA und Neuspanien beziehungsweise Mexiko fungierte. Aufgrund der von strategischen Zweckmäßigkeiten geprägten Politik der involvierten Regierungen sowie der daraus resultierenden Laissez-faire-Praxis hatte sich die Neutral-Ground-Zone bereits in den Jahrzehnten vor der texanischen Unabhängigkeit zu einem Refugium für Abenteurer, Gesetzlose und Landspekulanten entwickelt.
Die konzentrierte Anwesenheit von Gesetzlosen und Landbetrügern in der Region war ein Faktor, welcher die Mentalität in Osttexas entscheidend mitgeprägt hatte. Die Unsicherheit leistete auch der Tendenz Vorschub, im Zweifelsfall das Gesetz in die eigenen Hände zu nehmen. Bei dem Versuch, die grassierende Gesetzlosigkeit in den Griff zu bekommen, formierten sich Anfang der 1840er zwei Vigilantengruppen – die Regulatoren, welche das Verbrechen „regulieren“ wollten und die Moderatoren, welche die Maßnahmen der Regulatoren als überzogen empfanden und ihrerseits danach trachteten, deren Aktivitäten zu „moderieren“. Maßgebliche Anführer auf Regulatorenseite waren der ehemalige Riverboat-Kapitän Charles W. Jackson und der Siedler Charles W. Moorman, auf Moderatorenseite Edward Merchant, der ehemalige Soldat John M. Bradley und der Richter John M. Hansford. Zentrum des Konflikts war das Shelby County und seine (damalige) Hauptstadt Shelbyville. Auf seinem Höhepunkt umfassten beide Gruppen mehrere hundert Kombattanten; in Mitleidenschaft gezogen wurden weitere umliegende Countys wie Harrison, Panola, Sabine und San Augustine.

### Chronologie der Feindseligkeiten

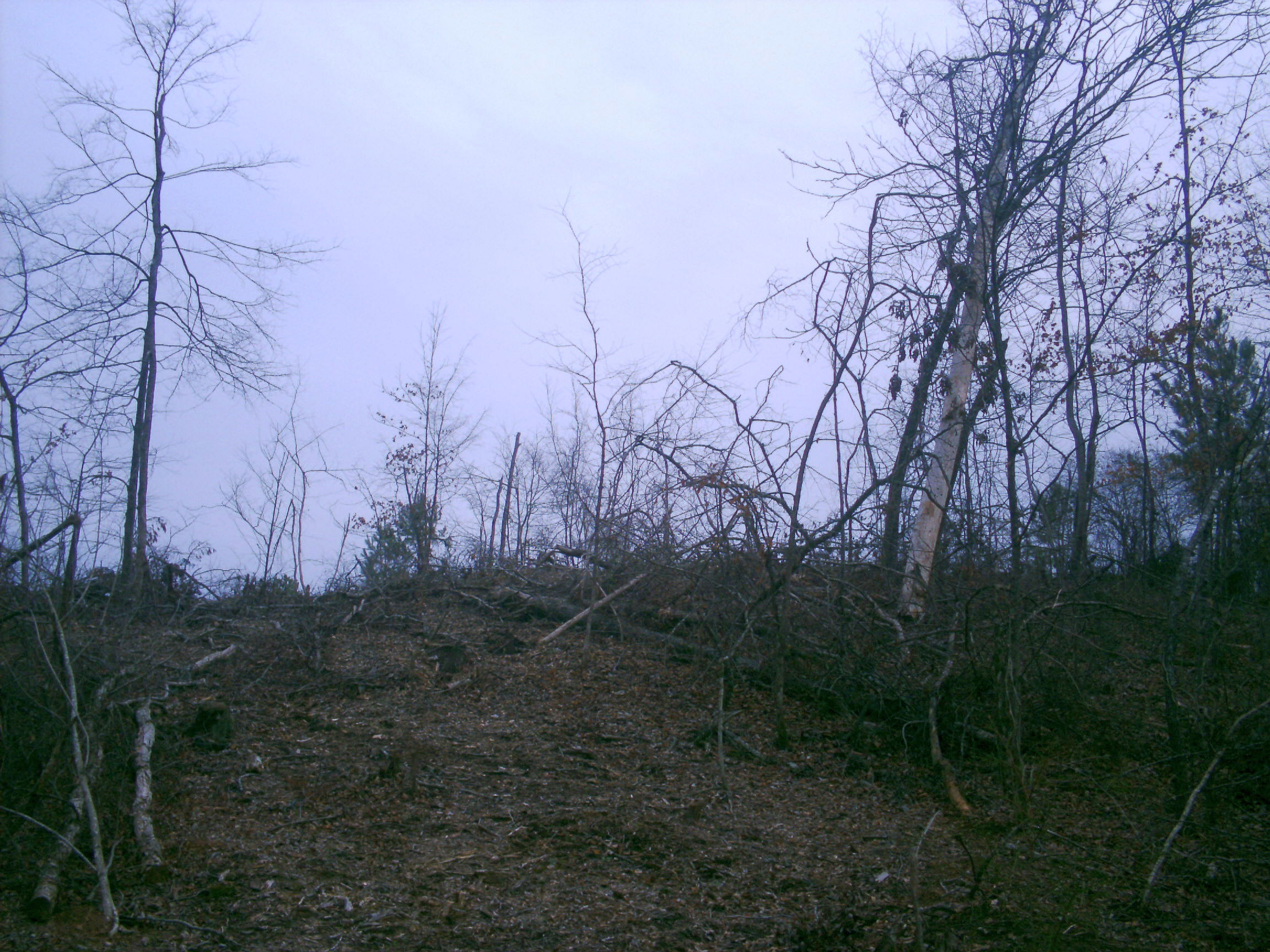
Konflikt-Austragungsort: die osttexanische Pineywoods-Landschaft

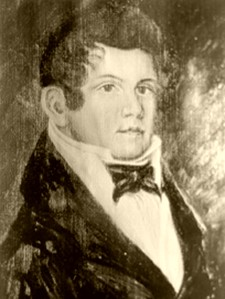
Robert Potter

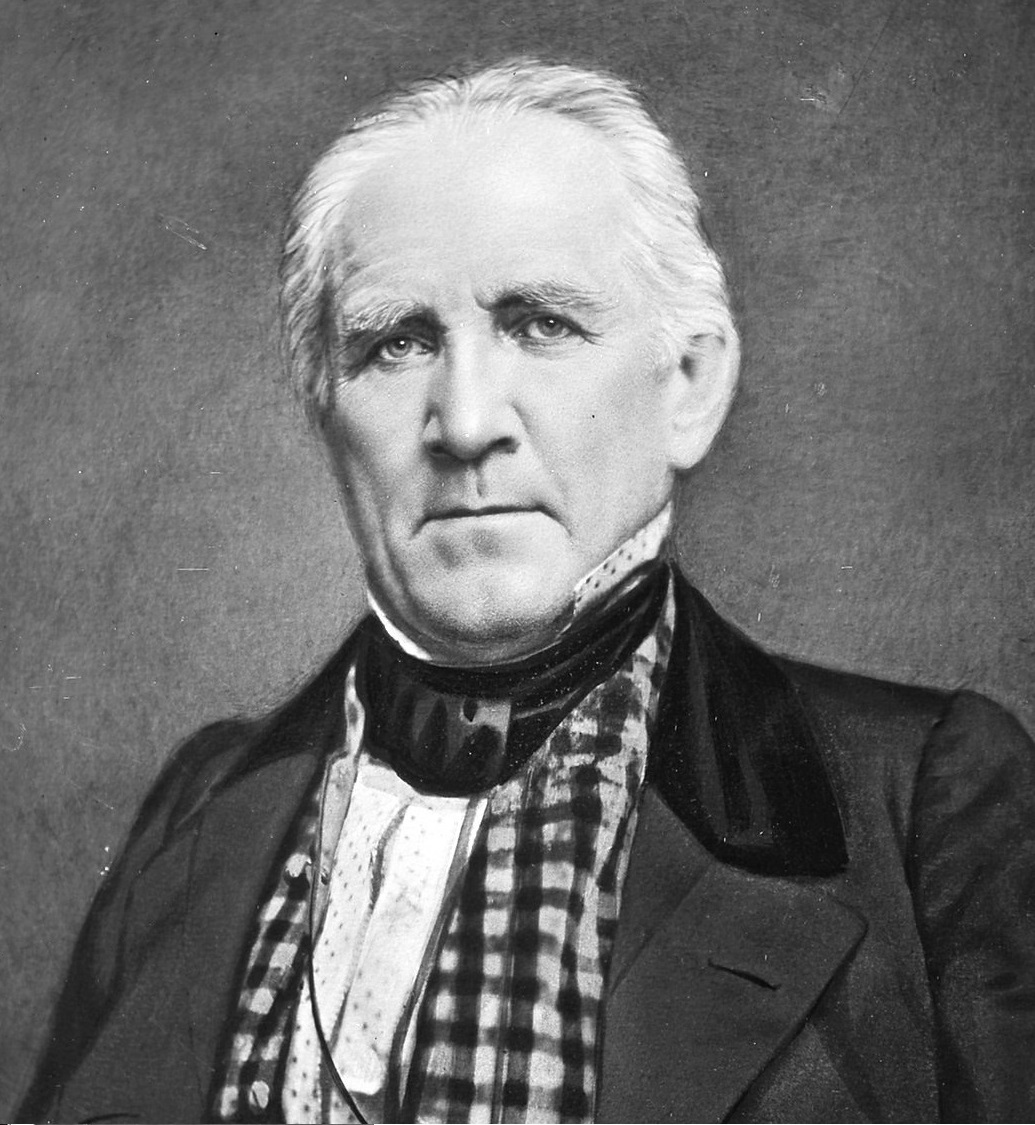
Sam Houston (nach 1860)

Auslöser für den offenen Ausbruch der Auseinandersetzungen war ein eskalierter Streit um strittige Landansprüche: Nachdem Alfred George, Sheriff in Shelbyville, dem Farmer Joseph Goodbread Landbetrug vorgeworfen hatte, wurde Goodbread von dem – von George hinzugerufenen – Regulatoren-Anführer Charles W. Jackson erschossen. Die offizielle Formierung der beiden Gruppen erfolgte unmittelbar nach diesem Vorfall: Während Jackson die Regulatoren organisierte, organisierte Edward Merchant die Moderatoren. Im weiteren Konfliktverlauf versuchten beide Seiten, den Gerichtsprozess gegen Jackson zu ihren Gunsten zu beeinflussen. Da der zuständige Richter – John M. Hansford – als Parteigänger der Moderatoren und darüber hinaus als persönlicher Freund Goodbreads bekannt war, schüchterten die Regulatoren das Gericht derart massiv ein, dass Hansford am 12. Juni 1841 während laufender Verhandlung die Flucht ergriff. Darüber hinaus brannten Anhänger der Regulatoren die Häuser zweier Moderatoren-Anhänger nieder – darunter das der Familie McFadden. Im Gegenzug ermordeten Parteigänger der Moderatoren Jackson sowie einen unbeteiligten Mann namens Lauer.
Nach Jacksons Tod übernahm Charles W. Moorman den Oberbefehl über die Regulatoren-Fraktion. Der Ruf Moormans war umstritten. Gerüchte besagten, dass er aufgrund diverser Gesetzesbrüche von Mississippi nach Osttexas geflüchtet sei. In dem Bestreben, den Tod Jacksons und Lauers zu rächen, stellte Moorman ein Aufgebot auf, welches die mutmaßlichen Täter – die Brüder McFadden – festsetzte, ihnen in Shelbyville einen improvisierten Prozess machte und zwei von ihnen im Anschluss aufhängte. Zum prominentesten Opfer des immer weiter ausufernden Konflikts avancierte der ehemalige US-Kongressabgeordnete Robert Potter. Potter, ein Parteigänger der Moderatoren, wurde 1842 im Zug der eskalierenden Streitigkeiten erschossen.
Mit unterschiedlicher Intensität schwelte der Konflikt zwischen den beiden verfeindeten Vigilanztruppen weiter bis zum Jahr 1844. Der Vorfall, welcher ein Wiederaufnehmen der Feindseligkeiten zur Folge hatte, war banal. Ein mit den Regulatoren sympathisierender Siedler hatte einen anderen des Schweinediebstahls bezichtigt und im Zuge dieses Streits erschossen. Nachdem der des Mordes beschuldigte Schütze aus dem Gefängnis von Shelbyville geflohen war, rief dessen Flucht umgehend die Parteigänger der Moderatoren auf den Plan. Zusätzlich befeuert wurde der andauernde Konflikt durch den Umstand, dass mittlerweile John M. Bradley, ein persönlicher Feind des Regulatoren-Anführers Moorman, zum Anführer der Moderatoren-Fraktion avanciert war.
Mit zunehmender Dauer zog der Konflikt immer mehr involvierte Personen sowie Gebiete in Osttexas in Mitleidenschaft. Beschränkten sich die ersten Auseinandersetzungen auf die nähere Umgebung der Bezirkshauptstadt Shelbyville, wurden mehr und mehr auch die Countys Harrison, der zwischen Shelby und Harrison liegende, dünn besiedelte Panola District sowie die Countys San Augustine und Nacogdoches in den Konflikt mit hineingezogen. Im Sommer 1844 organisierten sich die Moderatoren um. Sie nannten sich nunmehr „Reformer“, setzten Bradley ab und wählten stattdessen den Sheriff James F. Cravens zum neuen Anführer. Am 24. Juni 1844 schlossen beide Gruppen ein vorläufiges Waffenstillstandsabkommen, welches „ehrlichen Bürgern“ unabhängig von ihrer Fraktionszugehörigkeit „Schutz“ versprach. Der Konflikt zwischen dem abgesetzten Moderatorenanführer Bradley und dem Regulatorenanführer Moorman endete in wechselseitigen Mordversuchen: Bereits am 23. Juni hatte Bradley Moorman in San Augustine aufgesucht mit der Absicht, ihn umzubringen. Am 28. Juni folgte Moorman Bradley zu einer Baptistenversammlung und erschoss ihn, als dieser die Versammlung verließ. Die Moderatoren wiederum übten Vergeltung, indem sie einen Parteigänger der Regulatoren – Louie Watkins – erschossen.
Im August 1844 eskalierten die Kämpfe zwischen den beiden Gruppen in einer Art offenen Feldschlacht – der sogenannten Church Hill Battle. Involviert waren 225 Moderatoren und rund 60 Regulatoren. Beide Gruppen erhielten Verstärkung von Bürgern des Harrison County. Im Lager der Regulatoren wurde das Gefecht auch unter dem Namen Helen’s Defense bekannt – in Anspielung auf eine kolportierte Geschichte, der zufolge Moormans Frau Helen das feindliche Lager ausspioniert und den Regulatoren so einen Vorteil verschafft habe. Der texanische Präsident Sam Houston hatte zu Beginn des Konflikts zu einer Laissez-faire-Haltung tendiert. 1841 hatte er sich dahingehend geäußert, es sei wohl das Beste, Shelby County sowie die Gegend um die Ortschaften Tenaha und Terrapin Neck zu unabhängigen Gebieten zu erklären, auf dass die Bewohner ihre Streitigkeiten unter sich austragen könnten. Da der Konflikt jedoch zwischenzeitlich weite Gebiete von Osttexas ergriffen hatte und zudem Verhandlungen im Gange waren über den Anschluss von Texas an die Vereinigten Staaten, änderte Houston seine Meinung. Am 15. August schickte er 600 Milizsoldaten in die Region, um einen Friedensschluss zu erzwingen.
Die Milizanführer Travis G. Broocks und Alexander Horton stellten die staatliche Autorität in den betroffenen Gebieten umgehend wieder her. Sie ließen zehn Anführer von beiden Seiten verhaften und nach San Augustine bringen. Die Festgenommenen wurden zwar bald wieder auf freien Fuß gesetzt. Unter Vorsitz von Richter William B. Ochiltree, Isaac Van Zandt sowie Senator David S. Kaufman unterzeichneten beide Seiten allerdings ein Abkommen, welches die beiden Vigilantengruppen formell für aufgelöst erklärte. Unterzeichner auf Moderatoren-Seite waren James Truitt und John Dial. Für die Regulatoren unterzeichneten Middleton T. Johnson und John McNairy. Letzter prominenter Toter in dem Konflikt war Charles W. Moorman. Am 14. Februar 1850 wurde er in Logansport, Louisiana, von dem Arzt Dr. Robert Burns in den Rücken geschossen und dabei tödlich verletzt. Burns wurde in den anschließenden Verfahren freigesprochen – ein Umstand, den Historiker auf Moormans umstrittenen und zum Teil halbseidenen Ruf zurückführen.

## Folgen und Konfliktbewertung
Die Anzahl der Menschen, die in dem Konflikt gewaltsam ums Leben gekommen waren, belief sich nach Einstellung der Auseinandersetzungen auf 30 bis 40. Die Wirtschaft des Hauptschauplatzes Shelby County wurde von den Aktivitäten der beiden Vigilantengruppen zumindest zeitweilig zurückgeworfen. So beklagte die in San Augustine erscheinende Zeitung San Augustine Redlander seinerzeit die extrem gesunkenen Preise für Land – diese seien auf ein Zwanzigstel des Werts vor Ausbruch des Konflikts gefallen. Zudem hätten sich die Ereignisse, so der Redlander, auch auf die Einwanderung nach Texas nachteilig ausgewirkt – mit der Folge, dass Neuzuzügler die osttexanische Region mieden. Allerdings stabilisierte sich die Wirtschaft nach dem Ende der Kämpfe vergleichsweise schnell. Die Einwohnerzahl von Shelby County erreichte bereits 1847 das Level der beiden Nachbarcountys Panola und San Augustine.
Ein Indiz für die Haltbarkeit des Friedensschlusses war der Umstand, dass im Mexikanisch-Amerikanischen Krieg 1848 Angehörige beider Vigilantengruppen im selben Bataillon kämpften. Nichtsdestotrotz flackerte die Fehde auch nach der Beilegung des Konflikts immer wieder auf. Gewalttaten bis hin zu Morden dauerten noch viele Jahre an. Der Einschätzung des texanischen Historikers Archie McDonald zufolge waren die Langzeitwirkungen so gravierend, dass sich sogar Streitigkeiten im 20. Jahrhundert auf Animositäten zurückführen ließen, die in jener Periode ihren Ursprung hatten. Unterschiedlich bewertet wird bis heute die Vita des maßgebenden Regulatoren-Anführers Charles W. Moorman. Während der von Michael Moorman Fricke geschriebene Biografiebeitrag im Handbook of Texas Online die gesetzlose Vergangenheit Moormans als faktisch zweifelhaft und nicht bewiesen hinstellt, beschreibt die Autorin Kathy Weiser-Alexander Moorman als Hauptverbreiter des Terrors in der Region und als jemanden, der zeitweilig in Erwägung gezogen habe, die texanische Regierung zu stürzen und sich selbst zum Diktator zu erklären.

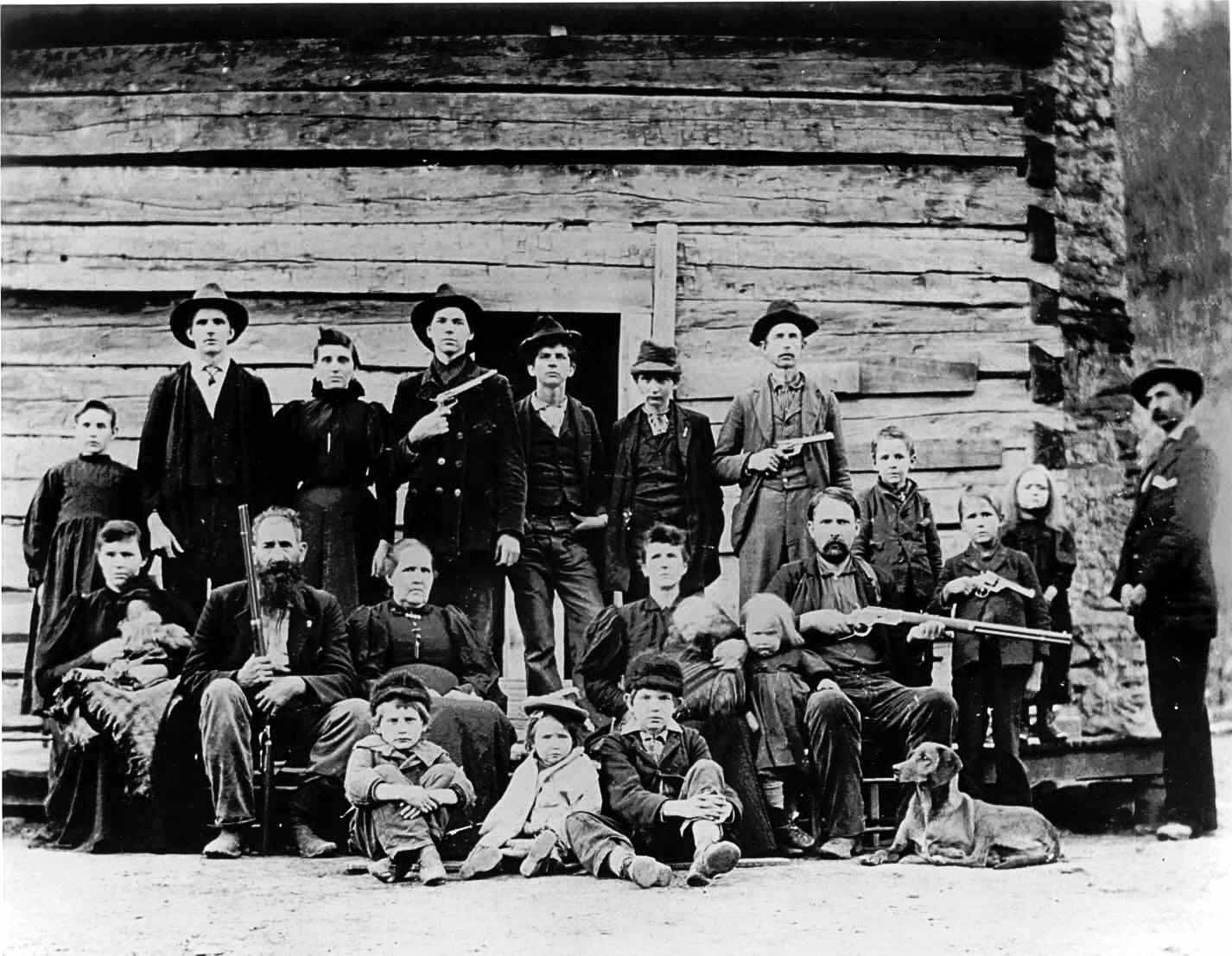
Der in die Hatfield-McCoy-Fehde involvierte Hatfield-Clan (1899)

Weitestgehend unstrittig ist heute die Einschätzung, dass der Regulator–Moderator War kein isoliertes Phänomen war. Der Autor Peter Vogl stellt Vigilantentum in seinem Buch Hollywood Justice: Selbstjustiz im amerikanischen Film 1915–2015 als typisches amerikanisches Frontier-Problem dar – als eine Konfliktlösungsmethode, die bis in die Zeit des Amerikanischen Unabhängigkeitskriegs zurückgehe. „Regulatoren“ und „Moderatoren“ habe es beispielsweise bereits 1767 im Hinterland von South Carolina gegeben. Das dort aufgetretene Schema habe sich in späteren Konflikten perpetuiert – wobei ein ursächlicher Grund der gewesen sei, dass es in den Frontier-Regionen kein voll entfaltetes Gesetz gegeben habe und entsprechend keine „Rechtssicherheit“, die man gemeinhin mit diesem verknüpfe.
Ähnliche Ursachen sieht auch die Historikerin und Reisejournalistin Kathy Weiser-Alexander. Auf ihrer Webseite Legends of America führte sie eine Reihe ähnlicher Fehden und Revierkämpfe auf, welche im Verlauf des 19. Jahrhunderts in den USA ausgetragen wurden – vom Lincoln County War (New Mexico, 1876–1818) über den Rachefeldzug der Earp-Brüder nach der Schießerei am O. K. Corral und den Johnson County War (Wyoming, 1892) bis hin zur Hatfield-McCoy-Fehde in West Virginia, die nach dem Bürgerkrieg begann und erst 30 Jahre danach endete. Der Historiker Bill O’Neal konstatiert insofern eine Besonderheit, als dass es in Texas mehr Blutfehden gegeben habe als in jedem anderen Bundesstaat oder Territorium. Der Regulator–Moderator War sei innerhalb dieses Schemas die erste und gleichzeitig die blutigste gewesen. Schlussendlich, so O’Neal, seien 31 Männer dabei ums Leben gekommen – mehr als bei jeder anderen Blutfehde in Amerika.